# Sabine Weiss
Sabine Weiss, geboren als Sabine Weber (Saint-Gingolph, 23 juli 1924 – Parijs, 28 december 2021) was een Zwitsers-Franse fotografe.

## Biografie
Sabine Weiss is een dochter van Louis Frédéric Weber, een chemicus, en van Sonia Meckling. Van 1942 tot 1945 volgde ze in Genève haar fotografieopleiding bij Paul Boissonnas. In 1946 vestigde ze zich in Parijs, waar ze assistente werd van Willy Maywald. Vanaf 1949 was ze actief als zelfstandig fotografe en vanaf 1953 was ze verbonden met het fotografieagentschap Rapho. In 1950 trouwde ze met Hugh Weiss, een Amerikaanse kunstschilder. 
In 1955 werd er werk van haar getoond op de tentoonstelling The Family of Man van Edward Steichen in het Museum of Modern Art in New York en ook nadien zou haar werk worden tentoongesteld op diverse tentoonstellingen in Frankrijk en de Verenigde Staten. Haar foto's werden gepubliceerd in onder meer Esquire, Vogue, Paris Match, Life en Time. Ze maakte portretten van verschillende muzikanten en fotografeerde eveneens modecreaties. In 1995 werd ze Frans staatsburger. 
Ze overleed eind december 2021 op 97-jarige leeftijd.

## Onderscheidingen
- Ridder in de Orde van Kunsten en Letteren (1987)
- Officier in de Orde van Kunsten en Letteren (1999)
- Ridder in het Legioen van Eer (2010)

## Werken
- (fr)  J'aime le théâtre, 1962 (samen met C. Valogne).
- (fr)  Sabine Weiss, 2003 (samen met J. Vautrin).